# NHL Entry Draft 2007

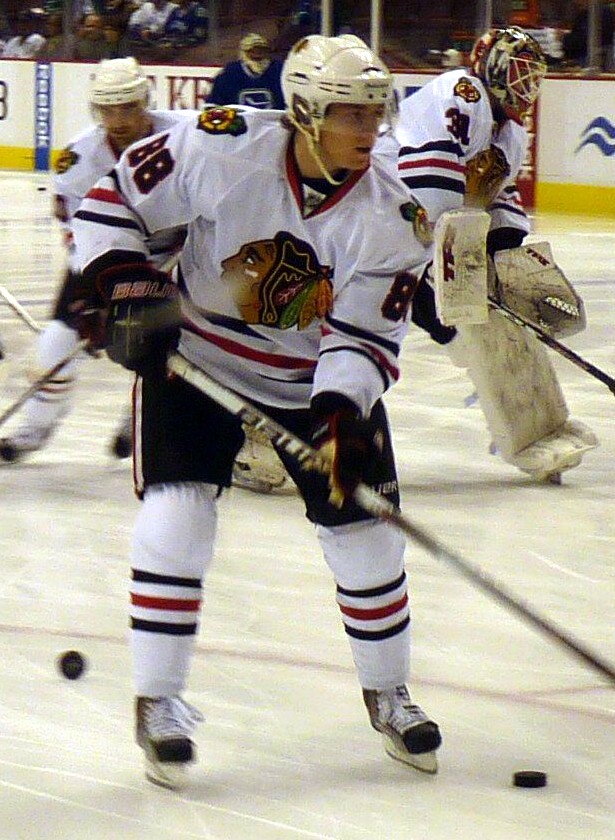
Patrick Kane i Chicago Blackhawks.

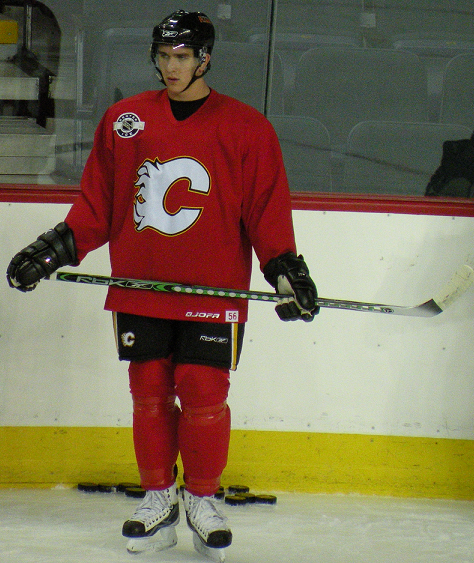
Mikael Backlund valdes som 24:e spelare totalt.

2007 NHL Entry Draft var den 45:e NHL-draften. Den pågick 22-23 juni 2007 i Nationwide Arena i Columbus, Ohio.
Chicago Blackhawks var första lag att välja spelare och valde Patrick Kane.

## Svenska spelare
- 24 	Mikael Backlund valdes av	Calgary Flames
- 36 	Joel Gistedt valdes av	Phoenix Coyotes
- 39 	Simon Hjalmarsson valdes av	St. Louis Blues
- 52 	Oscar Möller valdes av	Los Angeles Kings
- 88 	Joakim Andersson valdes av	Detroit Red Wings
- 97 	Linus Omark valdes av	Edmonton Oilers
- 121 	Mattias Modig valdes av	Anaheim Ducks
- 122 	Mario Kempe valdes av	Philadelphia Flyers
- 144 	Andreas Thuresson valdes av	Nashville Predators
- 155 	Jens Hellgren  valdes av	Colorado Avalanche
- 157 	William Qvist valdes av	Edmonton Oilers
- 163 	Nichlas Torp valdes av	Montreal Canadiens
- 165 	Patrik Zackrisson valdes av	San Jose Sharks
- 167 	Johan Harju valdes av	Tampa Bay Lightning
- 168 	Carl Hagelin valdes av	New York Rangers
- 194 	Carl Gunnarsson valdes av	Toronto Maple Leafs
- 195 	Johan Alcén valdes av	Colorado Avalanche